# Viola gmeliniana
Viola gmeliniana Schult. – gatunek roślin z rodziny fiołkowatych (Violaceae). Występuje naturalnie w Rosji (na Syberii i dalekim wschodzie), Mongolii oraz Chinach (w prowincji Heilongjiang i regionie autonomicznym Mongolia Wewnętrzna). 

## Morfologia
PokrójBylina dorastająca do 4–10 cm wysokości, tworzy kłącza.
LiścieZebrane w rozetę. Blaszka liściowa jest skórzasta i ma łyżeczkowaty, eliptyczny lub lancetowaty kształt. Mierzy 2–5 cm długości oraz 0,5–1,2 cm szerokości, jest niemal całobrzega lub karbowana na brzegu, ma zbiegającą po ogonku nasadę i ostry lub tępy wierzchołek. Ogonek liściowy jest nagi i ma 20–40 mm długości. Przylistki są lancetowate.
KwiatyPojedyncze, wyrastające z kątów pędów. Mają działki kielicha o owalnie lancetowatym kształcie i dorastające do 5–6 mm długości. Płatki są odwrotnie jajowate, mają purpurową barwę oraz 9 mm długości, dolny płatek jest odwrotnie jajowaty, mierzy 10-13 mm długości, posiada obłą ostrogę o długości 2-4 mm.
OwoceTorebki mierzące 9 mm długości, o elipsoidalnym kształcie.

## Biologia i ekologia
Rośnie na łąkach, skarpach i wydmach. 